# میرآباد (ریوند)
میرآباد روستایی در دهستان ریوند بخش مرکزی شهرستان نیشابور استان خراسان رضوی ایران است.

## جمعیت
بر پایه سرشماری عمومی نفوس و مسکن در سال ۱۳۹۵ جمعیت این روستا ۱۴ نفر (۵خانوار) بوده‌است.

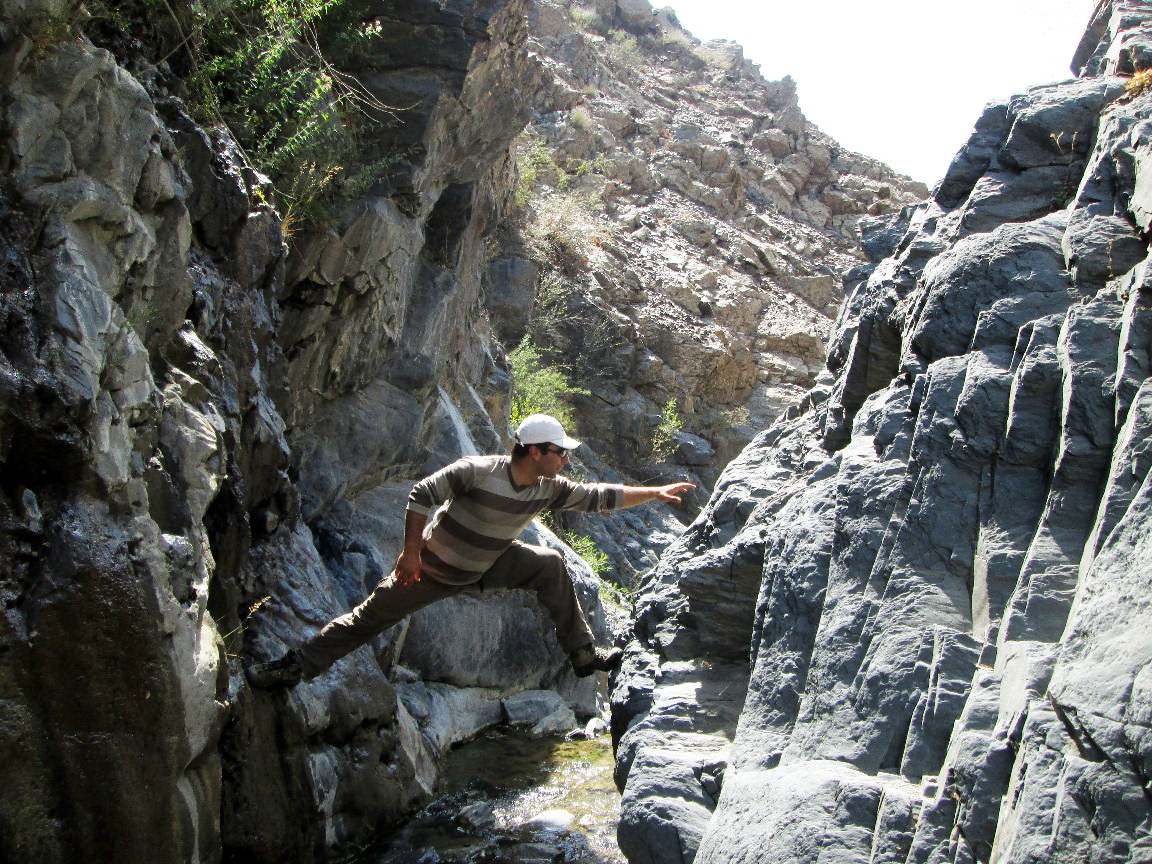